# هوش و نژاد
ارتباط بین هوش و نژاد از زمان ظهور آی‌کیو در قرن بیستم موضوعی جنجالی در علم عامه و تحقیقات دانشگاهی بوده‌است. هیچ تعریف فراگیر و رسمی مورد قبول همگانی‌ای در جامعهٔ علمی برای نژاد و هوش وجود ندارد. از نظر تاریخی ادعاهای تفاوت نژادها به این دلیل به کار می‌رفته‌اند که استعمار، برده‌داری، تبعیض، داروینیسم اجتماعی، اصلاح نژاد را توجیه کنند.
در حالی که آزمون‌ها تفاوت وسیعی در میانگین نمره‌ها بین نژادهای خودخوانده نشان می‌دهند، مباحثهٔ قابل توجهی در این خصوص وجود دارد که آیا این تفاوت‌ها عوامل محیطی یا ژنتیکی را منعکس می‌کنند (و تا چه حد) و این که تعاریف «نژاد» و «هوش» چه هستند و این که آیا اینها را می‌توان به‌طور عینی تعریف کرد یا نه. هم‌اکنون شواهدی غیر وابسته به موقعیت وجود ندارد که این تفاوت در نمرهٔ آزمون‌ها دارای یک مؤلفه ژنتیکی باشد، گرچه برخی پژوهشگران معتقدند که شواهد وابسته به موقعیت موجود این را پذیرفتنی می‌کند که شواهد قاطع مبنی بر وجود یک مؤلفهٔ نژادی نهایتاً یافت خواهد شد.
نخستین آزمون نشان دهندهٔ تفاوت در نتایج آزمون آی‌کیو بین گروه‌های جمعیتی در آمریکا آزمون‌های استخدامی ارتش آمریکا در جنگ جهانی اول بود. در دهه ۱۹۲۰ گروه‌های از لابیگران بهنژادی استدلال کردند که این نشان می‌دهد که سیاهپوستان و گروه‌های معینی از مهاجرین به خاطر تفاوت‌های زیست شناسانهٔ ذاتی هوش پایین‌تری نسبت به سفیدپوستان آنگلوساکسون دارند، و از این به عنوان ادله‌ای برای سیاست‌های جداسازی نژادی استفاده می‌کردند. به زودی، دیگر مطالعات منتشر شد و در این نتایج مناقشه کرد و در عوض استدلال کرد آزمون‌های ارتش عوامل زیستی نظیر نابرابری بین سیاهپوستان و سفیدپوستان و عوامل اجتماعی‌اقتصادی و آموزشی را به حد کافی کنترل نکرده‌است.
در ۱۹۶۹ که آرتور جنسن پیشگام این دیدگاه شد که آفریقاییان به دلایل ژنتیکی کم هوش تر از سفیدپوستانند و این که بدین دلیل آموزش جبرانی برای کودکان سیاه‌پوست محکوم به غیر مؤثر بودن است، این مباحثه از نو ظهور کرد. در سال ۱۹۹۴، کتاب منحنی زنگی استدلال کرد که نابرابری اجتماعی در آمریکا تا حد زیادی   نتیجهٔ تفاوت آی‌کیو بین نژادها و افراد است نه علت آن، و به بحث عمومی و دانشورانه نیروی جدیدی داد. در جریان مباحثات پس از انتشار این کتاب انجمن انسانشناسی آمریکا و انجمن روان‌شناسی آمریکا (APA) بیانیه‌هایی رسمی در خصوص این مسئله منتشر کردند که هر دو شدیداً نسبت به بعضی از ادعای کتاب مشکوک بودند، گرچه گزارش APA خواهان پژوهش تجربی بیشتر در خصوص آن شد.